# Rivolta Femminile
Con Rivolta Femminile si intende:

1) uno dei primi gruppi separatisti di donne femministe italiane, nato a Roma nel 1970 dall'incontro fra Carla Lonzi, Carla Accardi e Elvira Banotti; 

2) il manifesto da loro messo a punto, apparso sui muri di Roma nel luglio del 1970, il "Manifesto di Rivolta Femminile";

3) la casa editrice "Scritti di Rivolta Femminile", fondata nel 1970 a Milano da Carla Lonzi; attraverso di essa vennero pubblicati gli scritti del gruppo.

## Il gruppo di Rivolta Femminile
La nascita di uno dei primi gruppi femministi italiani scaturì dall'incontro a Roma di tre donne: Carla Accardi, Elvira Banotti e Carla Lonzi. Scoprirono di essere in piena sintonia rispetto al femminismo, movimento che si stava di nuovo sviluppando con caratteristiche peculiari in ogni paese. Nella primavera del 1970 i loro continui scambi intellettuali approdarono alla formazione del gruppo di Rivolta Femminile sancita dalla pubblicazione, nel luglio dello stesso anno, del Manifesto di Rivolta Femminile. Il gruppo rappresentò un'avanguardia perché riuscì ad intuire sin dal principio l'imprescindibilità di alcune pratiche quali il separatismo e l'autocoscienza. Il primo sottolineava il carattere distintivo del Manifesto: la comunicazione tra sole donne; il secondo si riferiva all'autonomia ottenuta nel privato e nel pubblico, ai rapporti tra le donne, all'ascolto delle loro esperienze personali circa la vita quotidiana, compresa la sfera personale e intima.

Nello stesso periodo in Italia sorsero altri gruppi femministi (Anabasi, Demau), ma contrariamente a questi il gruppo Rivolta femminile si mantenne distante dai movimenti politici della sinistra e dai movimenti giovanili in rapporto diretto con il Sessantotto.
In molte città tra cui Genova, Firenze, Torino, si formarono piccoli gruppi di Rivolta Femminile. La loro fu un'esperienza assolutamente originale anche per l'utilizzo costante della scrittura, l'importanza ad essa attribuita e la conseguente pubblicazione di testi attraverso la fondazione di una propria casa editrice, chiamata essa stessa Rivolta Femminile, attività avviata per garantirsi una totale autonomia editoriale e anche economica. Con il procedere dell'attività femminista le tre fondatrici presero poi strade diverse.

## Il manifesto di Rivolta Femminile
Il manifesto venne affisso sui muri di Roma nel luglio del 1970 e subito dopo anche a Milano. Ne furono distribuite copie anche in formato volantino. Rappresentò l'atto costitutivo di uno dei primi gruppi femministi italiani. Si trattava di un elenco di 65 punti preceduti da una citazione di Olympe de Gouges e comprendeva in nuce tutti gli argomenti d'analisi che il femminismo avrebbe fatto propri: l'attestazione e l'orgoglio della differenza contro la rivendicazione dell'uguaglianza, il rifiuto della complementarità delle donne in qualsiasi ambito della vita, la critica verso l'istituto del matrimonio, il riconoscimento del lavoro delle donne come lavoro produttivo e non ultimo la centralità del corpo e la rivendicazione di una sessualità soggettiva e svincolata dalle richieste maschili. Lo scritto si rivolgeva alle donne, le sollecitava ad affrancarsi dalla cultura patriarcale non solo in ambito familiare, ma anche in ambito politico e partitico.
La necessità di perseguire i principi di separatismo e autocoscienza venne ribadita nel marzo 1977 nel secondo manifesto, il Manifesto di Rivolta - Io dico io, pubblicato come introduzione alla raccolta di scritti di Marta Lonzi, Anna Jaquinta e Carla Lonzi intitolata La presenza dell'uomo nel femminismo. Il gruppo prese di nuovo posizione nei confronti della cultura maschile, ma soprattutto nei confronti degli ambigui atteggiamenti di donne che, pur facendo parte del movimento, non riuscivano a far propri i cambiamenti auspicati già espressi dal femminismo, si sentivano più vicine alle teorie e alle forme di lotta maschili e non all'esperienza personale legata al proprio sesso.

## La casa editrice
Sempre nel 1970 nacque a Milano Scritti di Rivolta Femminile, prima casa editrice femminista italiana. I primi Scritti di Rivolta Femminile videro la luce alla fine del 1970, con la collana Libretti verdi di Rivolta. Successivamente il piano editoriale si sdoppiò dando vita a un'altra collana, Prototipi. La prima editava testi frutto della pratica dell'autocoscienza, la seconda testi di confronto con la cultura maschile.

### Libretti verdi di Rivolta
Erano piccoli libretti (17x12 cm.) con copertina verde, caratteri in nero e in basso il logo del gruppo; destarono molto interesse anche per i loro titoli a volte esplosivi.
- 1970, Sputiamo su Hegel di Carla Lonzi. Ristampe: 1974, 1978, 1982 e 2013 (Copertina del 1970)
- 1971, La donna clitoridea e la donna vaginale di Carla Lonzi[8]. Ristampe: 1974, 1978, 1982 (Copertina del 1971)
- 1971, Sessualità femminile e aborto
- 1971, Assenza della donna dai momenti celebrativi della manifestazione creativa maschile di Carla Lonzi[9]
- 1972, Superiore e inferiore: conversazioni fra le ragazzine delle Scuole Medie, a cura di Carla Accardi[10] (Copertina)
- 1972, Significato dell'autocoscienza nei gruppi femministi di Carla Lonzi[11]
- 1973, Una ragazza timida di Tuuli Tarina (Copertina)
- 1975, Autocoscienza di Alice Martinelli (Copertina)
- 1975, La strada più lunga di Maria Grazia Chinese. Ristampe: 1976 (Copertina del 1975)
- 1977, È già politica di Maria Grazia Chinese, Carla Lonzi, Marta Lonzi, Anna Jaquinta (Copertina)
- 1978, La presenza dell'uomo nel femminismo di Marta Lonzi, Carla Lonzi, Anna Jaquinta (Copertina)
- 1978, Taci, anzi parla. Diario di una femminista di Carla Lonzi. Ristampe: 2010 (Copertina del 1978)

### Prototipi
- 1980, Vai pure: dialogo con Pietro Consagra di Carla Lonzi. Ristampe: 2011 (Copertina del 1980)
- 1982, L'architetto fuori di sé di Marta Lonzi (Copertina)
- 1985, Scacco ragionato: poesie dal '58 al '63 di Carla Lonzi (Copertina)
- 1990, Vita di Carla Lonzi di Marta Lonzi, Anna Jaquinta
- 1992, Armande sono io!, di Carla Lonzi, pubblicato postumo a cura di Marta Lonzi, Angela De Carlo, Maria Delfino; testo ispirato alla giovane Armande, uno dei personaggi della commedia Le intellettuali di Molière[12].
- 1998, Diana: una femminista a Buckingham Palace di Marta Lonzi

La casa editrice nel 2018 era ancora in attività.